# Robert Stuart Fitzgerald
Robert Stuart Fitzgerald (ur. 12 października 1910 w Springfield, zm. 16 stycznia 1985 w Hamden) − amerykański poeta i krytyk literacki, tłumacz dzieł starożytnych klasyków. Przekładał z łaciny i greki. Stworzył też kilka tomów własnej poezji.

## Życiorys
Robert Fitzgerald przyszedł na świat w Springfield w stanie Illinois w USA. Uczęszczał do szkoły w niedużym Wallingford, a następnie rozpoczął studia na uniwersytecie w Harvardzie. Wtedy też w latach 1929 i 1931 ukazały się jego wiersze na łamach prestiżowego magazynu Poetry. Po ukończeniu studiów pracował jako reporter dla New York Herald Tribune, skąd po roku przeniósł się do Time, na łamach którego pisał przez kilka następnych lat.
W czasie II wojny światowej Fitzgerald służył w amerykańskiej marynarce wojennej na Guam i w Pearl Harbor.
Fitzgerald jest znany jako jeden z najciekawszych tłumaczy na język angielski. Dzieła literatury antycznej przez niego wydane cechują się szczególną, charakterystyczną dla tego autora poetyckością. Był trzykrotnie żonaty. Jego syn Benedict jest scenarzystą filmowym.

## Twórczość

### Tłumaczenia
- Euripides (1936). The Alcestis of Euripides. Translators Dudley Fitts, Robert Fitzgerald. Harcourt, Brace and company.
- Sophocles (1951). Oedipus Rex. Translators Dudley Fitts, Robert Fitzgerald. Faber and Faber.
- Sophocles (1954). Oedipus the King; Oedipus at Colonus; Antigone. Translators David Grene, Robert Fitzgerald, Elizabeth Wyckoff. University of Chicago press.
- Homer's The Odyssey. Farrar, Straus and Giroux. 1961. *o Homer (1998). The Odyssey. Translator Robert Fitzgerald. Farrar, Straus and Giroux.
- Homer (1998). The Iliad. Translator Robert Fitzgerald. Oxford University Press.
- Virgil (2008). The Aeneid. Translator Robert Fitzgerald. ReadHowYouWant.com. (1983)

### Poezja
- Poems. Arrow Editions. 1935.
- A Wreath for the Sea. Arrow editions. 1943.
- In the Rose of Time: Poems, 1939-1956. W W Norton & Co Inc. 1956.
- SpringShade: Poems, 1931-1970. New Directions. 1971.

### Artykuły
- Robert Fitzgerald, ed (1969). The Collected Poems of James Agee. Calder and Boyars.
- James Agee (1976). Robert Fitzgerald. ed. The Collected Short Prose of James Agee. Cherokee Publishing Company.
- Flannery O’Connor (1969). Sally Fitzgerald, Robert Fitzgerald. ed. Mystery and manners: occasional prose. Macmillan.
- Flannery O’Connor (1965). Sally Fitzgerald, Robert Fitzgerald. ed. Everything that rises must converge. Macmillan.